# Дезидерий (Аквитания)
Дезидерий (на латински: Desiderius, † 587) е гало-римски херцог на Аквитания през 583 – 587 г. по времето на франкските Меровингски крале Хилперих I и Гунтрам.

## Биография
Той е ръководещ пълководец на Меровингския крал Хилперих I (561 – 584). Когато Сигиберт I от Австразия е убит през 575 г., Хилперих изпраща Дезидерий да завладее Австразия. Гунтрам, кралят на Бургундия, изпраща генерал Мумол срещу него и Дезидерий е победен.
През 583 г. крал Хилперих I назначава Дезидерий и Бладаст за херцози на Аквитания. Те тръгват да се бият против баските и са победени от тях. През 585 г. Дезидерий сключва мир с Гунтрам.
Дезидерий умира през 587 г. Неговата вдовица Тетрадия, дъщеря на благородничка и един селянин, е съдена от нейния пръв съпруг Евлалий, понеже се разделила от него и взела голяма част от неговото състояние. Откраденото трябвало да се върне обратно и нейните деца, които имала с Дезидерий са обявени за незаконни.